# ハローキティとバッドばつ丸
ハローキティとバッドばつ丸（ハローキティとバッドばつまる）は、テレビ東京系で1994年10月から1998年12月まで放送していたサンリオの子供番組。前番組の「あそぼう!ハローキティ」をリニューアルする形で放送された。後番組は「キティズパラダイス」。またハーモニーランドがある九州地方と四国の一部の放送局では、姉妹番組の「キティズパーティー」が放送されていた。こちらはハーモニーランドでの公開収録だったが、キティズパラダイス開始と同時に年に2度ほどの公開収録となった。テレビ東京のほか、テレビ愛知やキッズステーションでも放送された。

## スタッフ
多くのスタッフが前身の「あそぼう!ハローキティ」から続投した。
- スーパーバイザー（本放送版）・製作総指揮（ソフト版）：辻信太郎（サンリオ）
- 企画：辻邦彦、野村高章（サンリオ）
- チーフプロデューサー：吉川隆治、佐藤誠（サンリオ）
- プロデューサー：岩田圭介（テレビ東京）、平松義行、野村高章、斎藤雄樹（サンリオ）
- 演出：後根紀夫
- 構成・音楽：片山耕（サンリオピューロランド）
- 脚本：片山耕→楠本さちこ（佐知子）
- 振付：新海絵理子
- 演出補：坂本春彦、伊藤芳巳、川崎克明、渡辺浩、樋口健也、渡邊和子、ほか
- 衣裳：本谷智子
- メイク：山田かつら
- 技術協力：IMAGICA
  - 編集：中村仁志
  - MA：森岡浩人
- オープニング制作：エムケイ（エムケイCG研究施設、担当：笹原和也）※CG製作実務者の名前はノンテロップ。
- 音楽協力：テレビ東京エンタープライズ
- 制作協力：サンリオピューロランド
- 製作著作：サンリオ

## 放送内容
放送開始時は、基本的に「大好き!ハローキティ」「あそぼう!! ハローキティ」と同じ構成だったが、開始から1年経った1995年10月からは、サンリオピューロランド内メルヘンシアターでの公開収録が始まった。

### 番組内のコーナー
- オープニング（「あそぼう!!ハローキティ」と同じ）
- サンリオアニメシアター（サンリオキャラクターアニメビデオの分割放送）
- バッドばつ丸のAtoZ（英単語の学習コーナー）
- ばつ丸とペックルのスロット
- キキとララのラッキー星占い（占い監修：アストロ・マリーヌ）

初代占いコーナー（放送時期：1996年10月～1997年3月）。オーソドックスな星座占い。
- ポムポムプリンのいろいろうらない

2代目占いコーナー（放送時期：1997年4月～1998年12月）。8色ある色の中からどの色を選ぶかで占う。この代から『キティズパラダイスPeace』内の「シュガーバニーズのパティシエ占い」まで選択式になる。
- サンリオピューロランドニュース

サンリオピューロランドの情報コーナー。
- プレゼントコーナー
- エンディング

## 主な出演者
※印は「あそぼう!!ハローキティ」から続投

### おねえさん・おにいさん
- 井上かなえ※（かなえ、第1回～途中まで）
- 片山耕※（こう、第1回～最終回） - 番組の構成、音楽も兼務
- 天野恭子（きょうこ）
- 金子知恵（ちえ）
- 加藤郁子（いく）
- 内田奈麻（なお）
- 田村真理（まり）
- クロイ マリー マクナマラ（マリー）

### サンリオキャラクター
- ハローキティ※
- バッドばつ丸※
- けろけろけろっぴ※
- アヒルのペックル※

以上4キャラクターがレギュラー。コーナーによってその他のキャラクターも出演する

## 声の出演
- 林原めぐみ（ハローキティ）
- 佐久間レイ（マイメロディ）
- 瀧本富士子（バッドばつ丸）
- 松尾佳子（けろっぴ）
- 山田恭子→山田ふしぎ（ペックル）
- 高木早苗（みんなのたあ坊）
- 田中真弓（ぽこぽん日記）
- 渡辺久美子（おさるのもんきち）
- 鉄炮塚葉子（キキ）
- 白鳥由里（ララ）
- 鈴木砂織（ポムポムプリン）

## 番組テーマ曲
- オープニングテーマ「いたずら天使」（使用期間：1994年10月 - 1997年3月）

作詞：室生あゆみ 作曲：池毅 歌：須藤まゆみ
- エンディングテーマ「天下無敵のアーティスト」（使用期間：1994年?月 - ?）

作詞:並河祥太 作曲:大森俊之 歌:アチャラカ・Boo＆ファミリー
- エンディングテーマ「かもかもかものすけ」（使用期間：1995年秋頃 - 不明）

作詞・作曲・歌：嘉門達夫
- エンディングテーマ「ぼく、プリン」（使用期間：1996年10月? - ?）

作詞：岡崎恵子、作曲：片山耕、歌：プリン

## 放送時間
- 1994年10月〜1995年3月　毎週水曜日7時35分 - 8時5分
- 1995年4月〜1996年9月　毎週火曜日7時35分 - 8時5分
- 1996年10月〜1998年12月　毎週火曜日7時30分 - 8時（ウルトラマンM730 ウルトラマンランドの放送終了とともに時間移動）

## ビデオソフト
いずれもVHSで発売。一部作品はビデオマーケット等の動画配信サイトにて公開されている。
- みんなでダンス・2（1995年、第1巻は「あそぼう!!ハローキティ」のビデオとして発表）
- LET’Sダンス（1996年）
- だいすき！ダンス
- みんなでABC！
- LET’Sおりがみ!おりおりタイム
- お天気YOHO!の巻
- おおいそがしのゆうびんやさんの巻